# Clyde R. Hoey

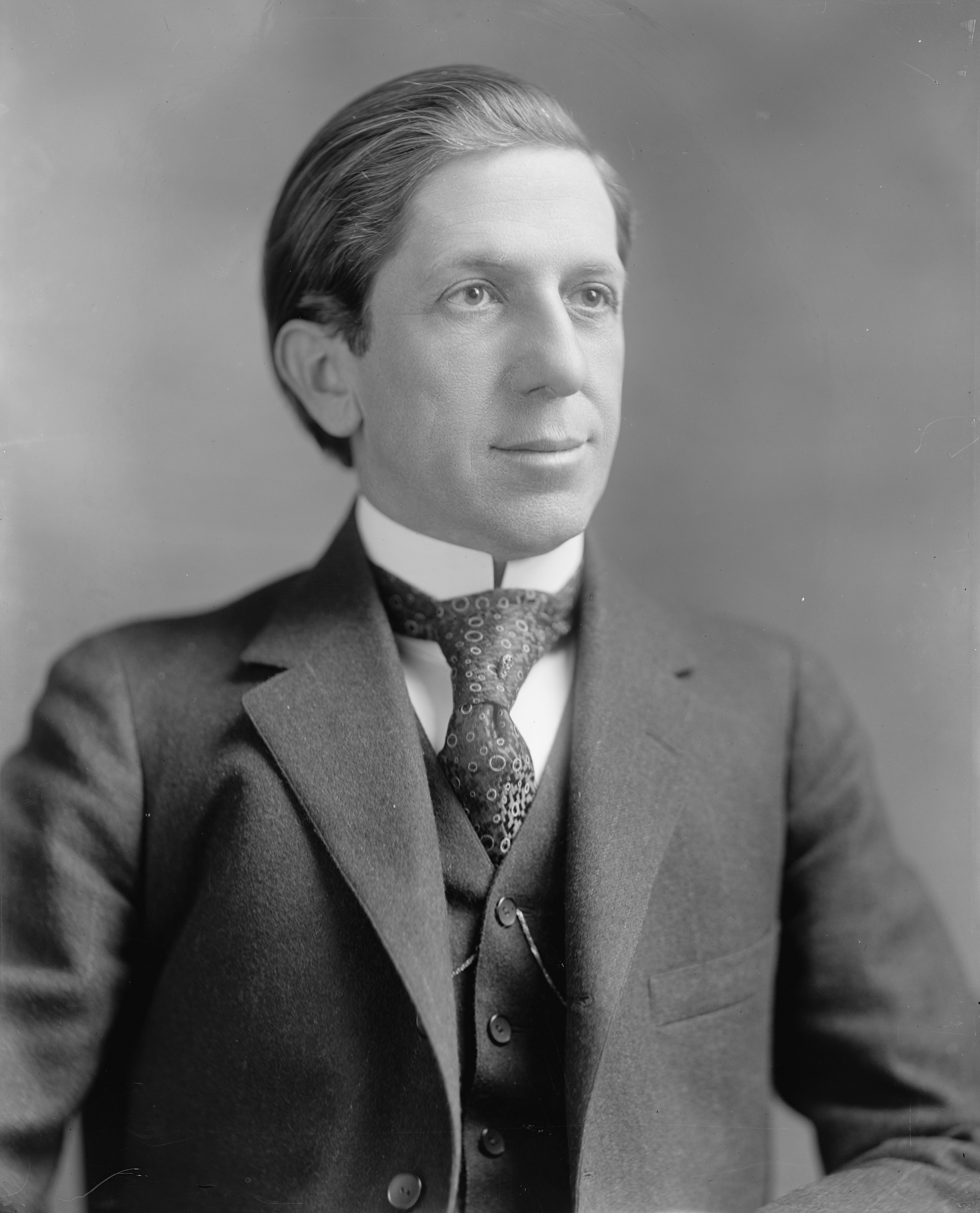
Clyde R. Hoey

Clyde Roark Hoey (* 11. Dezember 1877 in Shelby, Cleveland County, North Carolina; † 12. Mai 1954 in Washington, D.C.) war ein US-amerikanischer Politiker (Demokratische Partei) und der 59. Gouverneur von North Carolina. Diesen Bundesstaat vertrat er außerdem in beiden Kammern des Kongresses.

## Frühe Jahre und politischer Aufstieg
Clyde Hoey besuchte die örtlichen Schulen seiner Heimat und absolvierte anschließend eine Lehre im Druckereiwesen. Danach wurde er vorübergehend journalistisch tätig, indem er die Zeitung „Cleveland Star“ erwarb und herausgab. Es folgte ein Jurastudium an der University of North Carolina in Chapel Hill. Im Jahr 1899 wurde er als Anwalt zugelassen. Daraufhin eröffnete er in Shelby eine Praxis.
Hoey wurde 1898 in das Repräsentantenhaus von North Carolina gewählt. Dort verblieb er bis 1902. In diesem Jahr wechselte er in den Staatssenat, wo er bis 1904 verblieb. Zwischen 1913 und 1919 war er stellvertretender Bundesstaatsanwalt für das westliche North Carolina. 1919 wurde er für zwei Jahre in das US-Repräsentantenhaus in Washington gewählt. Anschließend nahm er seine Anwaltstätigkeit wieder auf.

## Gouverneur von North Carolina
Seine Partei nominierte Hoey im Jahr 1936 für die anstehenden Gouverneurswahlen, die er dann auch mit 66,7 Prozent der Stimmen klar gegen den Republikaner Gillam Grissom gewann. Hoey trat sein neues Amt am 7. Januar 1937 an und verließ es vier Jahre später am 9. Januar 1941. In dieser Zeit wurden die Gehälter der Lehrer in North Carolina angehoben, um diesen Beruf attraktiver zu machen und damit das Schulwesen zu verbessern. Der Gouverneur setzte sich für den Ausbau der Straßen und Autobahnen im Staat ein und förderte den Zuzug weiterer Industriebetriebe. Er profitierte auch von den Erfolgen der Bundesregierung unter Präsident Franklin D. Roosevelt im Kampf gegen die Wirtschaftskrise.

## US-Senator
Nach dem Ablauf seiner Amtszeit blieb Hoey politisch aktiv. Er bewarb sich 1944 um die Nachfolge des nicht mehr kandidierenden US-Senators Robert Rice Reynolds und setzte sich in der Primary seiner Partei deutlich gegen dessen Vorgänger Cameron A. Morrison durch. Die eigentliche Wahl entschied er dann mit 70,3 Prozent der Stimmen gegen den Republikaner A.I. Ferree für sich, woraufhin er sein Mandat in Washington am 3. Januar 1945 antreten konnte. Im November 1950 wurde er mit einem Anteil von 68,7 Prozent gegen Halsey B. Leavitt bestätigt. Hoey verstarb jedoch noch während seiner zweiten Amtszeit im Mai 1954 in seinem Senatsbüro in Washington. Er war mit Bess Gardner verheiratet, das Paar hatte drei Kinder.